# Zamboanga del Sur
Koordinaten: 7° 50′ N, 123° 15′ O
Zamboanga del Sur ist eine Provinz im Südosten der Zamboanga-Halbinsel (Region IX) auf der philippinischen Insel Mindanao. Die Hauptstadt der Provinz ist Pagadian City.

## Geographie
Begrenzt wird die Provinz im Norden von Zamboanga del Norte, im Westen durch Zamboanga Sibugay, nordöstlich grenzt die an Misamis Occidental und an die Bucht von Panguil, im Osten grenzt sie an die Provinz Lanao del Norte. Der Süden der Provinz ist geprägt von einer ausgedehnten Küstenlinie mit einem Zugang zum Golf von Moro. Das gesamte Gebiet hat eine Fläche von 4.735 km². Der größte Binnensee der Provinz ist der 7,92 km² große Wood-See in der Gemeinde Lakewood.
Die Gebirgsregion zieht sich nordwärts von Sibugay in Richtung Südwesten und läuft entlang der nördlichen Grenze zum Salug Valley. Die Küstenlinie dehnt sich von Süden nach Westen über ein weites Flachland bis zum Küstenbereich von Baganian im Südosten.
Der längste Fluss der gesamten Halbinsel, der Sibougey River, hat seine Quelle in den Bergen Zamboanga del Surs. Sein Wasser erhält er vor allem aus dem Gebiet um Bayog, bevor er in der Bucht von Sibuguey ins Meer mündet. Andere erwähnenswerte Flüsse sind der Kumalarang River und der Salug River in Molave.

## Demographie und Sprache
Der am häufigsten verwendete Dialekt ist Cebuano, er wird von 61,31 % der Bevölkerung gesprochen. Zudem sind in der Region die Dialekte Tagalog, Subanon, Chavacano, Ilonggo, Maguindanao, Boholano und Ilokano verbreitet.

## Wirtschaft
Wie in ganz Mindanao dominiert auch hier die Landwirtschaft. Zu den Exportprodukten zählen Kokosöl, Reis, Mais und Früchte, sowie Geschenkartikel, Souvenirs und Haushaltswaren aus handgemachten Papier, Rattan, Holz und Bambus. Zudem werden verbreitet Möbel und Möbelkomponenten aus den Naturmaterialien Holz, Rattan und Bambus gefertigt und vertrieben.
Des Weiteren ist die Provinz reich an Bodenschätzen, vornehmlich Gold und Kupfer, wie die Ansiedelung vieler Minengesellschaften, maßgeblich in den Gemeinden Bayog und Dumingag beweist.

## Verwaltungsgliederung
Die Provinz Zamboanga del Sur unterteilt sich in 26 eigenständig verwaltete Gemeinden und eine Stadt. Die Gemeinden wiederum sind in insgesamt 681 Baranggays (Ortsteile) untergliedert.
Die Provinz teilt sich zudem in zwei Kongress-Distrikte auf.

### Städte
- Pagadian City

### Gemeinden
| - Aurora - Bayog - Dimataling - Dinas - Dumalinao - Dumingag - Guipos - Josefina - Kumalarang - Labangan - Lakewood - Lapuyan - Mahayag | - Margosatubig - Midsalip - Molave - Pitogo - Ramon Magsaysay (Liargo) - San Miguel - San Pablo - Sominot (Don Mariano Marcos) - Tabina - Tambulig - Tigbao - Tukuran - Vincenzo A. Sagun |

## Klima
Das Klima in der Provinz Zamboanga del Sur ist tendenziell warm und liegt im ganzen Jahr durchgehend konstant zwischen 22 und 35 °C. Das Gebiet zeichnet sich aber durch eine relativ hohe durchschnittliche Niederschlagsmenge von 1.599 – 3.500 mm aus.

## Geschichte
Zamboanga del Sur wurde am 17. September 1952 mit Inkrafttreten des „Republic Act Nr. 711“ aus dem südwestlichen Teil der ehemaligen Provinz Zamboanga herausgelöst und zur 52. Provinz der Philippinen ernannt. Aus den zuvor bestehenden 11 Ortschaften wurden nun 42 Gemeinden und eine Stadt, Pagadian City, gebildet. Diese wurde gleichzeitig zur Hauptstadt der Provinz ernannt.
Im Februar 2001 gab es eine weitere politische Veränderung, als die Einwohner von Zamboanga del Sur sich für die Bildung einer neuen, dritten Provinz auf der Halbinsel von Zamboanga mit dem Namen Zamboanga Sibugay aussprachen. Nach der Abspaltung blieb der nordöstliche Teil der ursprünglichen Provinz weiterhin als Zamboanga del Sur erhalten.

## Sehenswürdigkeiten
- die 30 m hohen Buco Falls in der Provinz Bayog
- die Lison-Valley-Wasserfälle
- Dao-Dao Islands
- die Lapuyan Falls
- White Beach bei Pagadian
- die Pulacan Falls bei Labangan
- die Hängende Brücke bei Bagalupa
- das Naturschutzgebiet Mount Timolan Protected Landscape
- der Mount Malindang National Park im Nordosten der Provinz
- die Dumanquilas Bay
- das Naturschutzgebiet Buug Natural Biotic Area